# Nepal
Nepal (tiếng Nepal: नेपाल Nepālⓘ [neˈpal]), quốc hiệu là Cộng hòa Dân chủ Liên bang Nepal (tiếng Nepal: सङ्घीय लोकतान्त्रिक गणतन्त्र नेपाल Sanghiya Loktāntrik Ganatantra Nepāl), là một quốc gia nội lục tại Nam Á. Dân số của Nepal là 29,16 triệu người vào năm 2021 và Nepal là quốc gia lớn thứ 93 thế giới. Nepal giáp với Trung Quốc về phía bắc, Ấn Độ về phía nam, đông và tây. Nepal cách Bangladesh 27 km tính từ mũi đông nam. Nepal đa dạng về địa lý, có các đồng bằng phì nhiêu, các đồi rừng cận núi cao, và có 8 trong số 10 núi cao nhất thế giới, trong đó có núi Everest. Kathmandu là thủ đô và thành phố lớn nhất của Nepal. Nepal là một quốc gia đa dân tộc, tiếng Nepal là ngôn ngữ chính thức.
Lãnh thổ Nepal có lịch sử được ghi nhận từ thời đồ đá mới. Tên gọi "Nepal" xuất hiện lần đầu trong các văn bản từ thời kỳ Vệ Đà, là thời kỳ hình thành Ấn Độ giáo. Vào giữa thiên niên kỷ 1 TCN, người sáng lập Phật giáo là Gautama Buddha sinh tại miền nam Nepal. Nhiều nơi thuộc miền bắc Nepal đan xen với văn hoá Tây Tạng. Thung lũng Kathmandu tại miền trung Nepal có nền văn minh đô thị phức tạp, là trụ sở của liên minh Newar thịnh vượng mang tên Nepal Mandala. Nhánh Himalaya của con đường tơ lụa cổ đại do các thương nhân của thung lũng này chi phối. Đến thế kỷ XVIII, Vương quốc Gorkha thống nhất được Nepal. Triều đại Shah thành lập Vương quốc Nepal và sau đó lập liên minh với Đế quốc Anh, với thực quyền thuộc gia tộc Rana truyền thế nắm chức thủ tướng. Nepal chưa từng bị thuộc địa hóa, song đóng vai trò là vùng đệm giữa Đại Thanh và Ấn Độ thuộc Anh. Trong thế kỷ XX, Nepal kết thúc thế cô lập và tạo dựng quan hệ vững chắc với các cường quốc khu vực. Chế độ nghị viện được thi hành vào năm 1951, song bị quốc vương đình chỉ hai lần vào năm 1960 và 2005. Nội chiến Nepal dẫn đến kết quả là tuyên bố thành lập nước cộng hoà vào năm 2008.
Nepal hiện nay là một nước cộng hoà nghị viện thế tục liên bang, gồm có bảy bang. Nepal là một quốc gia đang phát triển, có chỉ số phát triển con người HDI xếp thứ 144 thế giới vào năm 2016. Quốc gia này có mức độ nghèo đói cao, song tình hình dần cải thiện và chính phủ tuyên bố cam kết đưa quốc gia thoát khỏi tình trạng kém phát triển vào năm 2022. Nepal cũng có tiềm năng khổng lồ về thủy điện để xuất khẩu. Nepal gia nhập Liên Hợp Quốc vào năm 1955, ký kết các hiệp định hữu nghị với Ấn Độ vào năm 1950 và với Trung Quốc vào năm 1960. Nepal là thành viên của Hiệp hội Nam Á vì sự Hợp tác Khu vực (SAARC), Phong trào không liên kết và Sáng kiến Vịnh Bengal. Nepal nổi tiếng với lịch sử các binh sĩ Gurkha, đặc biệt là trong hai thế chiến, và có đóng góp quan trọng trong các hoạt động gìn giữ hoà bình của Liên Hợp Quốc.

## Lịch sử

### Cổ trung đại
Phát hiện được các công cụ đồ đá mới tại thung lũng Kathmandu, chỉ ra rằng loài người sống tại Himalaya ít nhất là 11.000 năm. Lớp cư dân cổ nhất được cho là tổ tiên của người Kusunda hiện nay. Theo Hogdson vào năm 1847, những cư dân ban đầu này có lẽ là gốc Australoid nguyên thủy.
Nepal được đề cập lần đầu trong Atharvaveda Pariśiṣṭa vào cuối thời Vệ Đà khi là một nơi xuất khẩu chăn, và trong Atharvashirsha Upanishad hậu Vệ Đà. Trên cột trụ Allahabad của Samudragupta, Nepal được mô tả là một quốc gia ngoại biên. Skanda Purana có một chương riêng gọi là "Nepal Mahatmya" trong đó giảng giải chi tiết hơn về vẻ đẹp và sức mạnh của Nepal. Nepal cũng được đề cập trong các văn bản Ấn Độ giáo như Narayana Puja. Người nói tiếng thuộc hệ Tạng-Miến có lẽ sống tại Nepal từ 2500 năm trước. Các cư dân ban đầu của Nepal có gốc Dravidia, họ có lịch sử từ đầu thời kỳ đồ đồng tại Nam Á, trước khi các dân tộc Tạng-Miến và Ấn-Arya đến.
Khoảng năm 500 TCN, các vương quốc nhỏ và liên minh các thị tộc xuất hiện tại các vùng phía nam của Nepal. Từ một thực thể trong số đó là Shakya, nổi lên một vị hoàng tử từ bỏ địa vị của mình và trải qua cuộc sống khổ hạn, hình thành Phật giáo, được gọi là Phật Thích Ca (niên đại truyền thống là 563–483 TCN).
Đến năm 250 TCN, các khu vực phía nam nằm dưới ảnh hưởng của Đế quốc Maurya tại Bắc Ấn Độ và nhiều nơi của Nepal sau đó trở thành một nhà nước chư hầu dưới trướng Đế quốc Gupta vào thế kỷ IV. Bắt đầu vào thế kỷ III, Vương quốc Licchavi quản lý thung lũng Kathmandu và khu vực xung quanh miền trung Nepal. Vương triều Licchavi suy thoái vào cuối thế kỷ VIII, có lẽ là do áp lực từ Thổ Phồn, và kế tiếp là một thời kỳ Newar hoặc Thakuri từ năm 879, song không rõ về phạm vi kiểm soát của họ. Trong thế kỷ XI, nó dường như bao gồm cả khu vực Pokhara. Đến cuối thế kỷ XI, miền nam Nepal chịu ảnh hưởng của Vương triều Chalukya tại Nam Ấn Độ. Dưới thời Chalukya, cơ sở tôn giáo của Nepal biến đổi do các quốc vương bảo trợ Ấn Độ giáo thay vì Phật giáo vốn đang thịnh hành.
Vào đầu thế kỷ XII, các thủ lĩnh nổi lên tại cực tây Nepal có tên kết thúc bằng hậu tố tiếng Phạn malla ("đô vật"). Các quốc vương này củng cố quyền lực trong hai trăm năm sau đó, cho đến khi vương quốc bị tan rã thành nhiều tiểu quốc. Một triều đại Malla khác bắt đầu với Quốc vương Jayasthiti xuất hiện tại thung lũng Kathmandu vào cuối thế kỷ XIV, và phần lớn miền trung Nepal lại nằm dưới quyền cai trị thống nhất. Năm 1482, vương quốc này bị phân thành ba vương quốc: Kathmandu, Patan, và Bhaktapur.

### Vương quốc Nepal
Đến giữa thế kỷ XVIII, một quốc vương người Gurkha là Prithvi Narayan Shah tập hợp thành Nepal ngày nay. Sau một số xung đột đổ máu, ông chinh phục được thung lũng Kathmandu vào năm 1769. Quyền thế của người Gurkha đạt đỉnh khi lãnh thổ của các vương quốc Kumaon và Garhwal tại phía tây đến Sikkim tại phía đông nằm dưới quyền cai trị của Nepal. Ở quy mô tối đa, Đại Nepal mở rộng đến sông Teesta tại phía đông, đến Kangra, qua sông Sutlej tại phía tây cũng như xa về phía nam đến đồng bằng Terai. Tranh chấp lãnh thổ giữa Nepal với Tây Tạng khiến Đại Thanh khởi động Chiến tranh Trung Quốc – Nepal (1788–1789), kết quả quân Nepal bị đẩy lui và phải trả bồi thường cao cho Bắc Kinh.
Kình địch giữa Vương quốc Nepal và Công ty Đông Ấn Anh về việc thôn tính các tiểu quốc giáp biên với Nepal cuối cùng dẫn đến Chiến tranh Anh – Nepal (1815–16). Ban đầu, người Anh đánh giá thấp người Nepal và thất bại cho đến khi có tăng viện. Họ rất ấn tượng trước lòng dũng cảm và năng lực của người Nepal, khởi đầu cho danh tiếng của các binh sĩ Gurkha. Chiến tranh kết thúc với kết quả là Nepal phải nhượng lại các phần đất mới chiếm của Sikkim và đất đai tại Terai, cũng như quyền tuyển binh.
Chủ nghĩa bè phái trong hoàng tộc dẫn đến một giai đoạn bất ổn. Năm 1846, một âm mưu bị phát giác tiết lộ rằng nữ vương có kế hoạch lật đổ một thủ lĩnh quân sự là Jung Bahadur Kunwar, dẫn đến thảm sát trong triều đình. Jung Bahadur Kunwar thắng lợi và lập ra triều đại Rana. Dưới triều đại này, quốc vương là một nhân vật danh nghĩa, trong khi chức vụ thủ tướng đầy quyền lực và được kế tập. Gia tộc Rana ủng hộ Anh và hỗ trợ người Anh trong Khởi nghĩa Ấn Độ 1857, cũng như trong hai thế chiến. Người Anh trao cho Nepal một số nơi tại khu vực Terai dù cư dân tại đó không phải người Nepal, đây là một cử chỉ hữu nghị do Nepal giúp Anh trấn áp khởi nghĩa tại Ấn Độ. Năm 1923, Anh và Nepal chính thức ký kết một hiệp ước hữu nghị. Chế độ nô lệ bị bãi bỏ tại Nepal vào năm 1924.
Đến cuối thập niên 1940, các phong trào ủng hộ dân chủ và chính đảng mới xuất hiện tại Nepal chỉ trích chế độ chuyên quyền Rana. Trong khi đó, quân đội Trung Quốc xâm chiếm Tây Tạng trong thập niên 1950, Ấn Độ tìm cách đối trọng bằng cách thực hiện các bước đi nhằm khẳng định ảnh hưởng hơn nữa tại Nepal. Ấn Độ bảo trợ cho cựu vương Tribhuvan tái đăng cơ vào năm 1951, và cũng bảo trợ một chính phủ mới gồm hầu hết là thành viên Đảng Đại hội Nepal, do đó kết thúc quyền bá chủ của gia tộc Rana tại Nepal.
Sau nhiều năm tranh chấp quyền lực giữa quốc vương và chính phủ, Quốc vương Mahendra (trị vì 1955–72) bãi bỏ thử nghiệm dân chủ vào năm 1959, và một hệ thống Panchayat không đảng phái được lập ra để quản lý Nepal cho đến năm 1989, khi "Jan Andolan" (Phong trào Nhân dân) buộc Quốc vương Birendra (trị vì 1972–2001) chấp thuận các cải cách hiến pháp và lập một quốc hội đa đảng trong năm 1991. Năm 1991–92, Bhutan trục xuất khoảng 100.000 người gốc Nepal, hầu hết họ đến sống trong các trại tị nạn tại miền đông Nepal.
Năm 1996, Đảng Cộng sản Nepal (Maoist) bắt đầu một nỗ lực nhằm thay thế hệ thống nghị viện hoàng gia bằng một nước cộng hoà nhân dân bằng phương thức bạo lực, dẫn đến nội chiến Nepal làm hơn 12.000 người thiệt mạng. Ngày 1 tháng 6 năm 2001, xảy ra thảm sát trong hoàng cung Nepal, Quốc vương Birendra cùng vương hậu và nhiều thành viên vương thất khác bị giết, Thái tử Dipendra được cho là thủ phạm và tự tử ngay lúc đó. Sau sự việc, em trai của Quốc vương Birendra là Gyanendra kế thừa vương vị. Ngày 1 tháng 2 năm 2005, Quốc vương Gyanendra giải tán toàn bộ chính phủ và đảm nhiệm đầy đủ quyền lực hành pháp nhằm dập tắt phong trào Maoist (tư tưởng Mao Trạch Đông).

### Cộng hoà

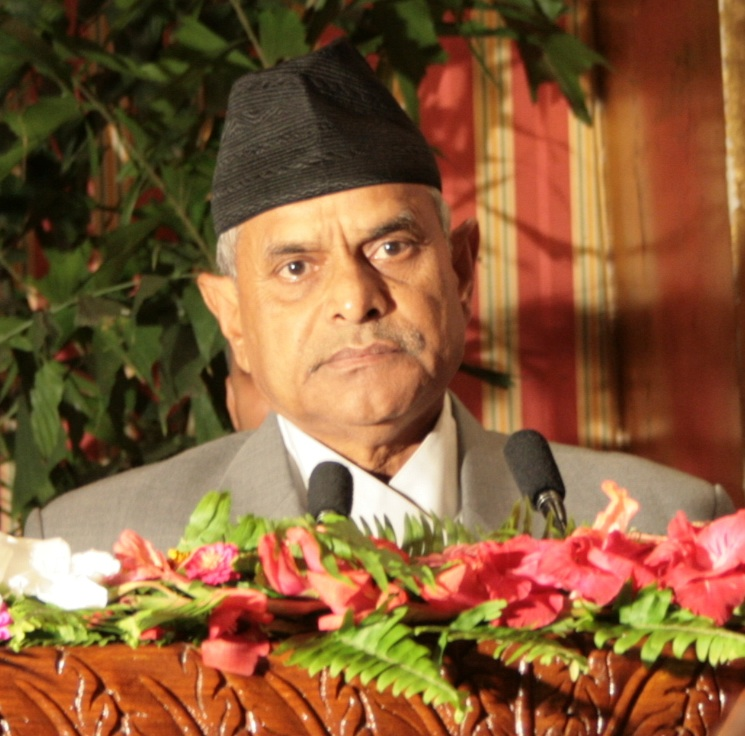
Ram Baran Yadav là tổng thống đầu tiên của Nepal

Đối diện với phong trào dân chủ vào năm 2006, Quốc vương Gyanendra chấp thuận trao lại quyền chủ quyền cho nhân dân. Hạ nghị viện sau đó bỏ phiếu cắt bớt quyền lực của quốc vương và tuyên bố Nepal là một nhà nước thế tục, kết thúc vị thế vương quốc Ấn Độ giáo. Ngày 28 tháng 12 năm 2007, một dự luật được quốc hội thông qua với nội dung tuyên bố Nepal là một nước cộng hoà liên bang, đồng nghĩa với việc bãi bỏ chế độ quân chủ. Dự luật có hiệu lực vào ngày 28 tháng 5 năm 2008. Đảng Cộng sản Thống nhất Nepal (Maoist) giành nhiều ghế nhất trong bầu cử Hội đồng Lập pháp vào ngày 10 tháng 4 năm 2008, lập ra một chính phủ liên minh.
Đảng Cộng sản Thống nhất Nepal (Maoist) khi đó lập ra một chính phủ liên minh, thủ tướng là Pushpa Kamal Dahal. Tuy nhiên, căng thẳng chính trị và tranh giành quyền lực tiếp tục tại Nepal. Trong tháng 5 năm 2009, chính phủ do phe Maoist lãnh đạo bị hạ bệ và một chính phủ liên minh khác được thành lập song không có phe Maoist. Madhav Kumar Nepal thuộc Đảng Cộng sản Nepal (Marxist–Leninist Thống nhất) trở thành thủ tướng của chính phủ liên minh. Đến tháng 2 năm 2011, chính phủ của Madhav Kumar bị hạ bệ, và Jhala Nath Khanal cũng thuộc Đảng Cộng sản Nepal (Marxist–Leninist Thống nhất) trở thành thủ tướng. Đến tháng 8 năm 2011, chính phủ của Jhala Nath Khanal bị hạ bệ và Baburam Bhattarai cũng thuộc Đảng Cộng sản Nepal (Maoist) trở thành thủ tướng. Các chính đảng không thể soạn thảo một hiến pháp trong thời gian quy định, dẫn đến giải tán hội đồng lập hiến và mở đường cho cuộc bầu cử mới, Chánh án Khil Raj Regmi trở thành chủ tịch của chính phủ lâm thời. Dưới quyền Regmi, Nepal tổ chức bầu cử hoà bình để chọn hội đồng lập pháp, các thế lực lớn trong hội đồng lập pháp khoá trước là phe Maoist và Madhesi đạt kết quả kém.
Tháng 2 năm 2014, sau nhất trí giữa hai chính đảng lớn nhất trong hội đồng lập hiến, Sushil Koirala tuyên thệ nhậm chức thủ tướng của Nepal. Ngày 20 tháng 9 năm 2015, hiến pháp mới được công bố, hội đồng lập pháp chuyển thành một nghị viện, Nepal trở thành một nước cộng hoà dân chủ liên bang gồm bảy bang chưa có tên. Tháng 10 năm 2015, Bidhya Devi Bhandari trở thành nữ tổng thống đầu tiên của Nepal. Khadga Prasad Oli thuộc Đảng Cộng sản Nepal (Maoist-Trung dung) trở thành thủ tướng vào tháng 10 năm 2015.
Ngày 25 tháng 4 năm 2015, một trận động đất mạnh tấn công Nepal. Đến ngày 12 tháng 5, một trận động đất mạnh khác lại tấn công Nepal, chúng khiến hơn 8.500 người thiệt mạng và khoảng 21.000 người bị thương.
Pushpa Kamal Dahal thuộc Đảng Cộng sản Nepal (Maoist-Trung dung) trở thành thủ tướng vào tháng 8 năm 2016. Sher Bahadur Deuba thuộc Đảng Đại hội Nepal lần thứ tư trở thành thủ tướng vào tháng 6 năm 2017. Khadga Prasad Oli tái nhậm chức thủ tướng vào tháng 2 năm 2018

## Địa lý

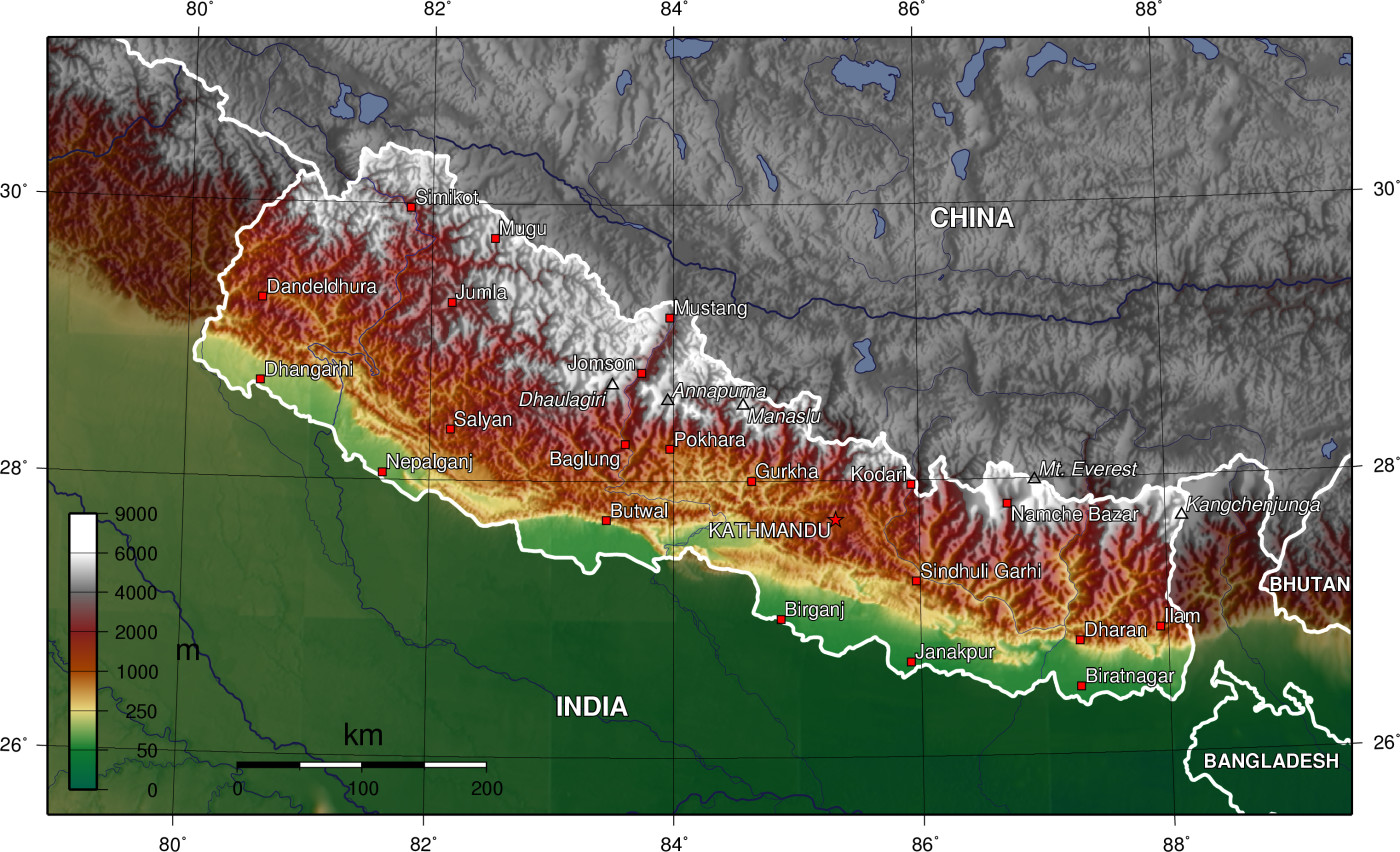
Bản đồ địa hình Nepal.

Nepal có lãnh thổ gần giống hình thang, dài 800 km và rộng 200 km, có diện tích 147.181 km². Nepal nằm giữa vĩ tuyến 26° và 31° Bắc, kinh tuyến 80° và 89° Đông. Nepal thường được chia thành ba khu vực địa văn học: núi, đồi và Terai. Các vành đai sinh thái này kéo dài theo chiều đông tây và giao cắt với các hệ thống sông lớn chảy từ bắc xuống nam.
Vùng đồng bằng đất thấp miền nam còn gọi là Terai, nó giáp với Ấn Độ và là bộ phận của rìa phía bắc đồng bằng Ấn-Hằng. Nó hình thành và được tưới tiêu từ ba sông lớn của Himalaya là Kosi, Narayani, và Karnali cũng các sông nhỏ khởi nguồn bên dưới đường tuyết vĩnh cửu. Khu vực này có khí hậu cận nhiệt đới đến nhiệt đới. Khu chân núi ngoại biên nhất mang tên vùng đồi Sivalik hoặc dãy Churia cao từ 700 đến 100m, đánh dấu giới hạn của đồng bằng sông Hằng, tuy nhiên các thung lũng rộng và thấp gọi là các thung lũng Nội Tarai nằm tại một vài nơi về phía bắc của các khu chân núi này.

Vùng Đồi (Pahad) giáp các ngọn núi và độ cao là từ 800m đến 4000m, có khí hậu biến đổi từ cận nhiệt đới ở nơi cao dưới 1.200m đến núi cao ở nơi cao trên 3.600m. Dãy Hạ Himalaya có độ cao 1500m đến 3000m là giới hạn phía nam của vùng này, với các thung lũng sông cận nhiệt đới và "đồi" xen kẽ đến phía bắc của dãy này. Mật độ dân số tại các thung lũng ở mức cao song ít hơn đáng kể ở độ cao trên 2000 m và rất thấp ở độ cao trên 2.500 mét do tuyết thường rơi vào mùa đông.

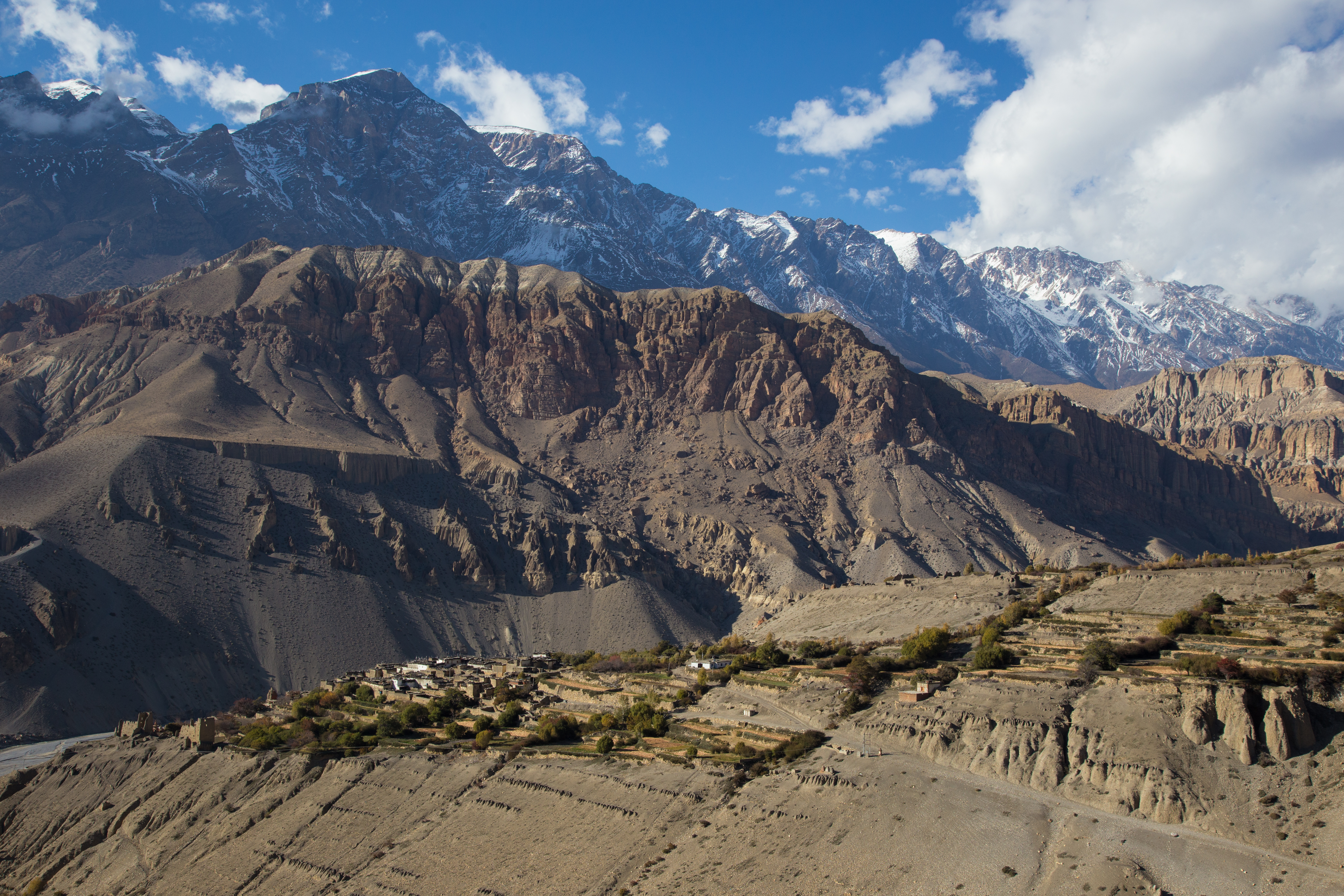
Núi tại Nepal

Khu vực núi (Himal) nằm trên dãy Đại Himalaya, chiếm phần phía bắc của Nepal. Khu vực này có những điểm cao nhất thế giới như núi Everest (Sagarmāthā trong tiếng Nepal) cao 8848 m trên biên giới với Trung Quốc. Bảy trong số 14 đỉnh cao trên 8000 m của thế giới nằm tại Nepal hoặc trên biên giới Nepal-Trung Quốc: Lhotse, Makalu, Cho Oyu, Kangchenjunga, Dhaulagiri, Annapurna và Manaslu. 
Xói mòn của dãy Himalaya là một nguồn trầm tích rất quan trọng, chảy qua một số sông lớn như sông Ấn, sông Hằng và sông Brahmaputra ra Ấn Độ Dương.
Va chạm giữa tiểu lục địa Ấn Độ và mảng Á-Âu bắt đầu từ kỷ Paleogen và tiếp tục cho đến nay, tạo ra dãy Himalaya và cao nguyên Thanh-Tạng. Nepal nằm hoàn toàn trong đới va chạm này, chiếm phần trung tâm của dãy Himalaya, gần một phần ba chiều dài 2.400 km của dãy núi. Mảng Ấn Độ tiếp tục di chuyển về phía bắc so với châu Á với mức độ khoảng 5 cm mỗi năm. Khi lớp vỏ lục địa của mảng Ấn Độ hút chìm dưới lớp vỏ tương đối yếu của Tây Tạng, nó tạo nên dãy Himalaya.

### Khí hậu

Bản đồ phân loại khí hậu Köppen của Nepal

Nepal có năm vùng khí hậu, đại thể tương ứng theo độ cao. Vùng nhiệt đới và cận nhiệt đới nằm dưới 1.200 m, vùng ôn đới từ 1.200m đến 2.400m, vùng lạnh từ 2.400m đến 3.600m, vùng cận cực từ 3.600m đến 4.400m, và vùng băng giá trên 4.400m. Nepal có năm mùa: hè, gió mùa, thu, đông và xuân. Dãy Himalaya ngăn gió lạnh từ Trung Á vào mùa đông và tạo thành giới hạn phía bắc của mô hình gió mùa. Nepal từng có rừng bao phủ dày đặc, song phá rừng là một vấn đề lớn tại tất cả các vùng, gây ra xói mòn và suy thoái hệ sinh thái.
Nepal nổi tiếng với những nhà leo núi, có nhiều đỉnh cao nhất và thử thách nhất thế giới. Về kỹ thuật, sườn đông nam của Everest thuộc Nepal dễ leo hơn nên hầu hết mọi người chuộng lên núi từ Nepal thay vì Tây Tạng.
Các núi cao nhất tại Nepal:
| Núi           | Độ cao (mét) | Khu vực           | Vị trí                                                                    | Vị trí |
| Everest       | 8.848        | Khumbu Mahalangur | Khumjung VDC, Solukhumbu, Sagarmatha Zone (Nepal China Border)            |        |
| Kangchenjunga | 8.586        | Bắc Kanchenjunga  | Lelep VDC/Yamphudin VDC, Taplejung, Mechi Zone (Nepal Sikkim Border)      |        |
| Lhotse        | 8.516        | Nhóm Everest      | Khumjung VDC, Solukhumbu, Sagarmatha Zone (Nepal China Border)            |        |
| Makalu        | 8.462        | Makalu Mahalangur | Makalu VDC, Sankhuwasabha, Kosi Zone (Nepal China Border)                 |        |
| Cho Oyu       | 8.201        | Khumbu Mahalangur | Khumjung VDC, Solukhumbu, Sagarmatha Zone (Nepal China Border)            |        |
| Dhaulagiri    | 8.167        | Dhaulagiri        | Mudi VDC/Kuinemangale VDC, Myagdi, Dhawalagiri Zone                       |        |
| Manaslu       | 8.156        | Mansiri           | Samagaun VDC, Gorkha/Dharapani VDC, Manang, Gandaki Zone                  |        |
| Annapurna     | 8.091        | Annapurna         | Ghandruk VDC, Kaski, Gandaki Zone/Narchyang VDC, Myagdi, Dhawalagiri Zone |        |

Khác biệt đáng kể về độ cao tại Nepal dẫn đến đa dạng về quần xã sinh vật, từ xa van nhiệt đới dọc biên giới với Ấn Độ, đến rừng lá rộng và rừng lá kim cận nhiệt đới tại vùng đồi, đến rừng là rộng và rừng lá kim ôn đới trên sườn của dãy Himalaya, đến các đồng cỏ và vùng cây bụi núi cao cùng đá và băng trên những nơi cao nhất. Tại những nơi có độ cao thấp, có vùng sinh thái xa van và đồng cỏ Terai-Duar, rừng lá rộng cận nhiệt đới Himalaya xuất hiện từ độ cao 500 m đến 1000 m và bao gồm Thung lũng Nội Terai. Rừng thông cận nhiệt đới xuất hiện từ độ cao 1000 m đến 2.000 m. Trên 2000 m, địa lý sinh vật của Nepal về đại thể được phân chia thành đông và tây qua sông Gandaki. Vùng sinh thái phía đông có xu hướng nhiều mưa hơn và phong phú về loài hơn, còn vùng phía tây thì khô hơn và có ít loài hơn. Từ độ cao 1500 m đến 3000 m là rừng lá rộng ôn đới, phân thành vùng phía đông và phía tây. Từ độ cao 3000 m đến 4000 m là rừng lá kim phía đông và phía tây cận cực Himalaya. Dưới 5500 m là cây bụi và bãi cỏ vùng cực phía đông và phía tây Himalaya.

## Chính trị
Hiến pháp Nepal xác định Nepal là một quốc gia đa dân tộc, đa tôn giáo, đa ngôn ngữ, đa văn hóa dưới chế độ cộng hòa đại nghị. Chính quyền Nepal được chia thành ba nhánh:
- Hành pháp: Hội đồng Bộ trưởng thực hiện quyền hành pháp. Thủ tướng là người đứng đầu chính phủ và chủ tịch Hội đồng Bộ trưởng. Tổng thống bổ nhiệm lãnh đạo của đảng chiếm đa số trong Viện Dân biểu làm thủ tướng.
- Lập pháp: Quốc hội Liên bang là cơ quan lập pháp lưỡng viện, gồm Viện Dân biểu và Viện Quốc dân. Viện Dân biểu gồm 275 dân biểu được bầu theo hệ thống đầu phiếu hỗn hợp với nhiệm kỳ năm năm. Viện Quốc dân gồm 59 nghị sĩ do các đại cử tri đoàn của các tỉnh bầu ra với nhiệm kỳ sáu năm, cứ hai năm thì bầu lại một phần ba số nghị sĩ.[62]
- Tư pháp: Hệ thống tư pháp của Nepal được chia thành ba cấp xét xử. Tòa án tối cao là cơ quan xét xử cao nhất do chánh án đứng đầu. Tòa án cấp cao là cơ quan xét xử phúc thẩm cao nhất của mỗi tỉnh, mỗi tỉnh có một tòa án cấp cao. Tòa án quận là cơ quan xét xử sơ thẩm tại mỗi quận. Hội đồng địa phương có thể thiết lập cơ quan tư pháp địa phương để giải quyết các tranh chấp không có yếu tố hình sự. Tòa án quận hướng dẫn việc xét xử của cơ quan tư pháp địa phương và có thể hủy bỏ quyết định của cơ quan tư pháp địa phương.[63]

Nepal nằm trong số ít quốc gia tại châu Á bãi bỏ hình phạt tử hình. Năm 2008, Toà án tối cao của Nepal ra phán quyết cấp quyền đầy đủ cho các cá nhân LGBT, bao gồm quyền kết hôn và toà án tối cao vào năm 2007 cho phép đăng ký quyền công dân với giới tính thứ ba. Tuy nhiên, chính phủ chưa ban hành luật về hôn nhân đồng giới

### Ngoại giao
Nepal thực hiện đường lối đối ngoại trung lập, có quan hệ tốt với các nước láng giềng trong khu vực và chủ trương không liên kết trên trường quốc tế. Nepal là một thành viên Hiệp hội Nam Á vì sự Hợp tác Khu vực, Liên Hợp Quốc, Tổ chức Thương mại Thế giới, Sáng kiến vùng Vịnh Bengal về hợp tác Kinh tế và Kỹ thuật đa khu vực và Đối thoại Hợp tác châu Á. Nepal có quan hệ ngoại giao với 167 quốc gia và Liên minh châu Âu, đặt đại sứ quán, sáu lãnh sự quán tại 30 quốc gia và có 25 đại sứ quán của nước ngoài và hơn 80 phái bộ ngoại giao không thường trú. Nepal đã cử hơn 119.000 quân nhân tham gia 42 phái bộ gìn giữ hòa bình Liên Hợp Quốc từ năm 1958. Lực lượng Gurkha của Nepal đã tham gia cả hai chiến tranh thế giới, các cuộc xung đột giữa Ấn Độ và Pakistan và chiến tranh ở Afghanistan cùng với Iraq, mặc dù Nepal không trực tiếp tham gia bất cứ cuộc xung đột nào, và đã được trao những huân chương quân công cao quý nhất trên thế giới, bao gồm Huân chương Chữ thập Victoria của Vương quốc Anh và Param Vir Chakra của Ấn Độ.
Nepal có quan hệ mật thiết với hai quốc gia láng giềng là Ấn Độ và Trung Quốc. Theo một hiệp định lâu dài, các công dân Ấn Độ và Nepal có thể qua lại quốc gia kia mà không cần hộ chiếu hoặc thị thực. Công dân Nepal có thể làm việc tại Ấn Độ mà không gặp hạn chế về pháp lý. Lục quân Ấn Độ duy trì bảy trung đoàn Gorkha gồm các binh sĩ hầu hết tuyển từ Nepal. Tuy nhiên, từ khi chính phủ Nepal do các phái cộng sản chi phối còn chính phủ Ấn Độ do phái hữu khuynh hơn kiểm soát, Ấn Độ tái vũ trang biên giới Ấn Độ-Nepal với lý do kiềm chế các tổ chức Hồi giáo xâm nhập. Nepal thiết lập quan hệ ngoại giao với Trung Quốc vào năm 1955, quan hệ giữa hai bên từ đó dựa trên 5 nguyên tắc cùng tồn tại hoà bình. Nepal từng viện trợ Trung Quốc sau Động đất Tứ Xuyên 2008, và Trung Quốc cung cấp viện trợ kinh tế cho cơ sở hạ tầng của Nepal. Hai quốc gia hợp tác tổ chức rước đuốc Thế vận hội 2008 trên đỉnh Everest. Nepal kiềm chế người Tây Tạng lưu vong biểu tình phản đối Trung Quốc.

### Quân sự
Tổng thống là tổng tư lệnh Lực lượng Vũ trang Nepal mà sự quản lý thường xuyên là của Bộ Quốc phòng. Năm 2018, chi tiêu quân sự của Nepal là 398,5 triệu đô la Mỹ, đạt 1,4% GDP. Quân chủng chính của Lực lượng Vũ trang Nepal là Lục quân Nepal với ít hơn 100.000 quân nhân; Nepal không thực hiện nghĩa vụ quân sự bắt buộc. Cục Tình báo quân sự thuộc Lục quân Nepal là cơ quan tình báo quân đội chính của Nepal, trong khi Cục Điều tra quốc gia phụ trách thu thập tình báo đối nội, đối ngoại. Những nhiệm vụ chính của Lục quân Nepal bao gồm đảm bảo an ninh của tài sản nhà nước quan trọng, tuần tra chống săn trộm tại vườn quốc gia, chống nổi dậy và tìm kiếm cứu nạn trong trường hợp thiên tai. Ngoài ra, Lục quân cũng tiến hành một số dự án xây dựng quan trọng. Quân nhân chủ yếu là đàn ông thuộc đẳng cấp Pahari.

### Phân cấp hành chính

Tỉnh của Nepal

Tính đến năm 2015, Nepal được chia thành 7 tỉnh và 75 huyện. Tồn tại bốn đô thị, 13 phó đô thị, 246 hội đồng đô thị và 481 hội đồng làng chính thức. Hiến pháp trao 22 quyền lực tuyệt đối cho các đơn vị địa phương, và họ chia sẻ 15 quyền nữa với chính phủ trung ương và cấp tỉnh.
| Tỉnh          | Thủ phủ       | Số huyện | Diện tích (km2) | Dân số (2021) | Mật độ dân số (người/km2) (2021) | Chỉ số phát triển con người | Vị trí |
| ------------- | ------------- | -------- | --------------- | ------------- | -------------------------------- | --------------------------- | ------ |
| Koshi         | Biratnagar    | 14       | 25,905          | 4,972,021     | 192                              | 0.553                       |        |
| Madhesh       | Janakpur      | 8        | 9,661           | 6,126,288     | 634                              | 0.485                       |        |
| Bagmati       | Hetauda       | 13       | 20,300          | 6,084,042     | 300                              | 0.560                       |        |
| Gandaki       | Pokhara       | 11       | 21,856          | 2,479,745     | 113                              | 0.567                       |        |
| Lumbini       | Deukhuri      | 12       | 19,707          | 5,124,225     | 260                              | 0.519                       |        |
| Karnali       | Birendranagar | 10       | 30,213          | 1,694,889     | 56                               | 0.469                       |        |
| Sudurpashchim | Godawari      | 9        | 19,539          | 2,711,270     | 139                              | 0.478                       |        |
| Nepal         | Kathmandu     | 77       | 147,181         | 29,192,480    | 198                              | 0.579                       |        |

## Kinh tế

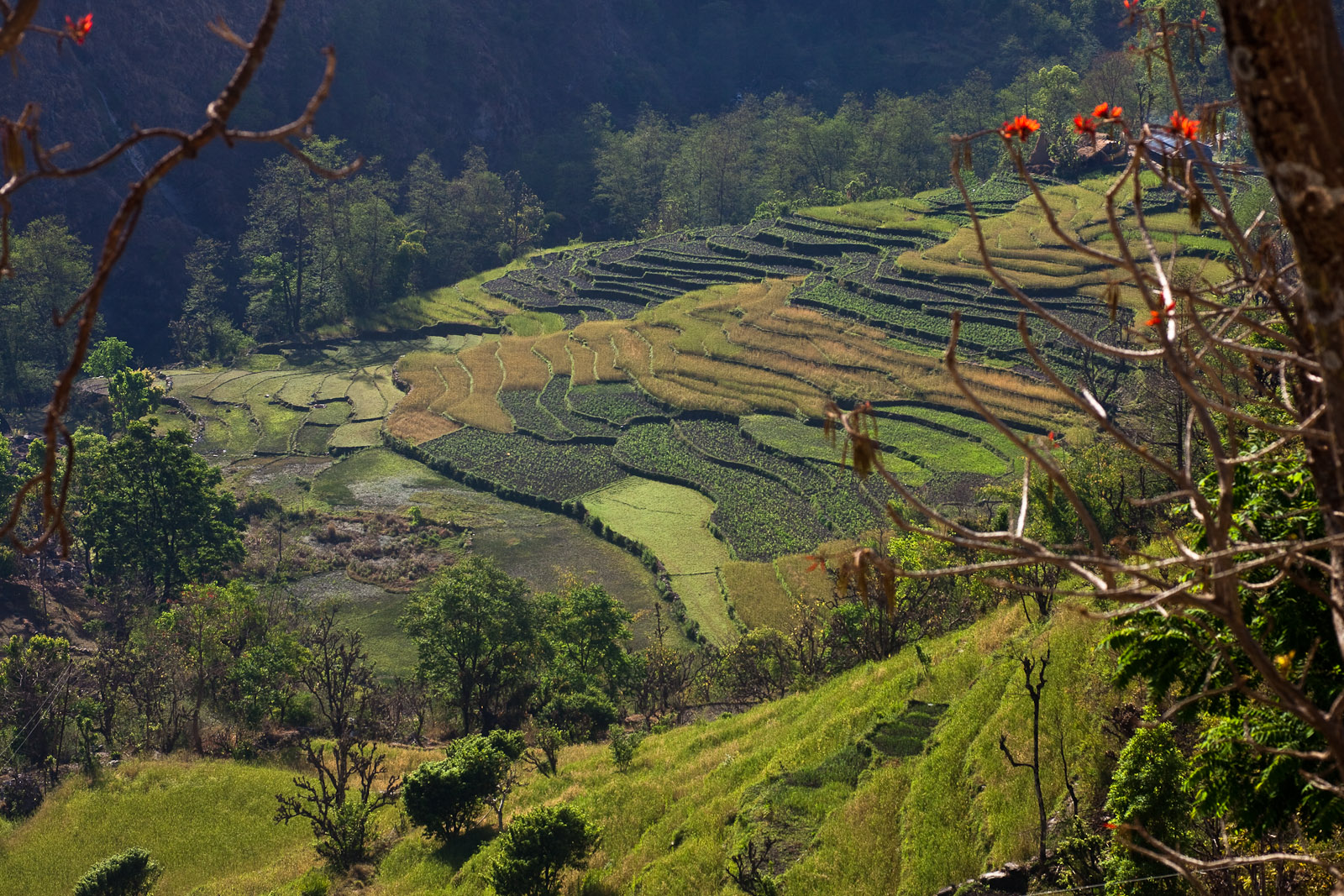
Ruộng bậc thang tại Nepal

GDP danh nghĩa của Nepal vào năm 2016 là hơn 24 tỷ USD. Năm 2010, nông nghiệp chiếm 36,1%, dịch vụ chiếm 48,5%, và công nghiệp chiếm 15,4% GDP của Nepal. Trong khi phần đóng góp của nông nghiệp và công nghiệp đang thu hẹp, thì đóng góp của lĩnh vực dịch vụ lại gia tăng.
76% lực lượng lao động nằm trong lĩnh vực nông nghiệp, tiếp đến là dịch vụ với 18% và chế tạo cùng thủ công nghiệp chiếm 6%. Nông sản chủ yếu được trồng tại khu vực Terai giáp với Ấn Độ, gồm có trà, gạo, ngô, lúa mì, mía, các loại củ, sữa, và thịt trâu. Công nghiệp chủ yếu liên quan đến chế biến nông sản, gồm có đay, mía, thuốc lá và ngũ cốc. Nepal thiếu hụt nghiêm trọng lao động có kỹ năng.
Tăng trưởng kinh tế của Nepal tiếp tục bị ảnh hưởng bất lợi do biến động chính trị. Tuy thế, tăng trưởng GDP thực được ước tính là gần 5% năm 2011–2012, cao hơn 3,5% năm 2010–2011. Nguồn gốc tăng trưởng gồm có nông nghiệp, xây dựng, tài chính và các ngành dịch vụ khác. Đóng góp của tiêu thụ cho tăng trưởng được thúc đẩy từ kiều hối. Kiều hối được ước tính tương đương 25–30% GDP (2012). Lạm phát năm 2012 giảm xuống mức thấp là 7% trong ba năm tính đến 2012. Đồng rupee Nepal gắn với rupee Ấn Độ theo tỷ giá hối đoái 1,6 trong nhiều năm. Kể từ khi nới lỏng kiểm soát tỷ giá vào đầu thập niên 1990, thị trường chợ đen về trao đổi ngoại tệ đã biến mất.
Tỷ lệ người nghèo giảm đáng kể từ năm 2003, tỷ lệ người sống dưới ngưỡng nghèo quốc tế (1,25 USD mỗi ngày) giảm một nửa trong vòng bảy năm tính đến 2012. Theo đó, tỷ lệ người nghèo giảm từ 53,1% vào năm 2003/2004 xuống 24,8% vào năm 2010/2011. Theo ngưỡng nghèo 2 USD mỗi ngày, tỷ lệ nghèo giảm đến một phần tư xuống 57,3%. Tuy nhiên, phân phối thu nhập vẫn còn rất bất bình đẳng.
Nepal có cảnh quan ngoạn mục, có văn hoá đa dạng và kỳ lạ nên có tiềm năng đáng kể về du lịch, song tăng trưởng trong lĩnh vực này bị cản trở do bất ổn chính trị và hạ tầng yếu kém. Mặc dù vậy, trong năm 2012 lượng du khách quốc tế đến Nepal đạt 598.204, tăng 10% so với năm trước. Du lịch đóng góp gần 3% cho GDP quốc gia vào năm 2012 và là nguồn thu nước ngoài lớn thứ nhì sau kiều hối.
Tỷ lệ thất nghiệp và thiếu việc làm đạt đến một nửa dân số trong độ tuổi lao động. Do đó, nhiều công dân Nepal chuyển đến các quốc gia khác tìm việc, các điểm đến gồm có Ấn Độ, Qatar, Hoa Kỳ, Thái Lan, Anh, Ả Rập Saudi, Nhật Bản, Brunei, Úc và Canada. Nepal nhận được 50 triệu USD mỗi năm từ các binh sĩ Gorkha phục vụ trong quân đội của Ấn Độ và Anh. Năm 2010, tổng giá trị kiều hối là khoảng 3,5 tỷ USD. Trong năm 2009, kiều hối đóng góp tới 22,9% GDP của quốc gia.
Một hiệp định kinh tế lâu năm củng cố quan hệ mật thiết với Ấn Độ. Nepal nhận viện trợ nước ngoài từ Anh, Ấn Độ, Nhật Bản, Hoa Kỳ, EU, Trung Quốc, Thụy Sĩ và các quốc gia Scandinavia.
Hàng hoá xuất khẩu chính của Nepal là thảm, quần áo, gai dầu, hàng da thuộc, hàng đay và ngũ cốc. Hàng hoá nhập khẩu chính là vàng, máy móc và thiết bị, sản phẩm dầu mỏ và phân bón. Liên minh châu Âu, Hoa Kỳ và Đức là các đối tác xuất khẩu chính. Liên minh châu Âu là khách hàng lớn nhất của quần áo may sẵn từ Nepal. Các đối tác nhập khẩu quan trọng của Nepal là Ấn Độ, Các Tiểu vương quốc Ả Rập Thống nhất, Trung Quốc.

### Cơ sở hạ tầng

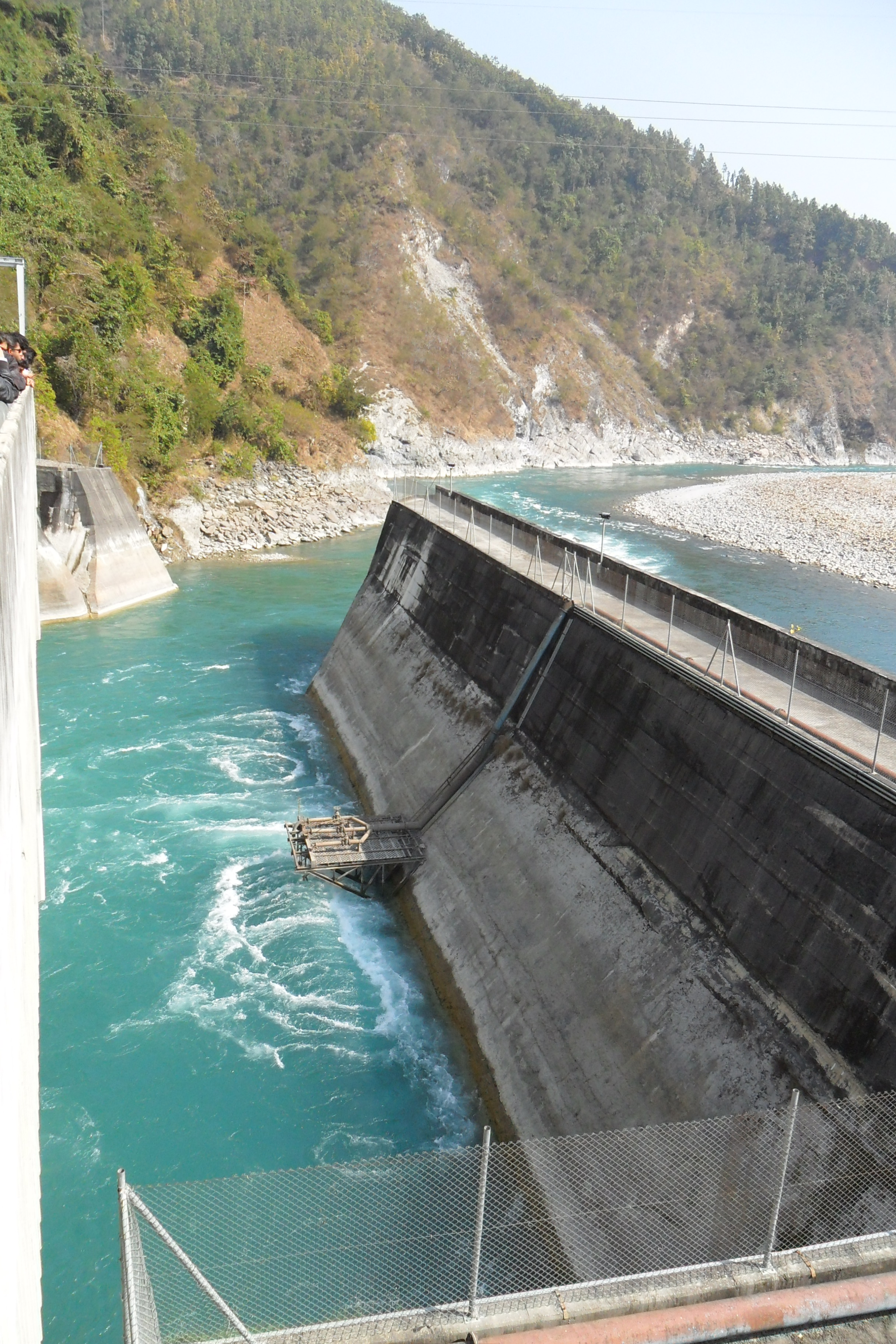
Đập thủy điện Trung Marshyandi. Nepal có tiềm năng đáng kể về thủy điện, có các kế hoạch xuất khẩu điện khắp Nam Á

Phần lớn năng lượng tại Nepal lấy từ gỗ nhiên liệu, phế phẩm nông nghiệp, phân động vật, và nhiên liệu hoá thạch nhập khẩu theo số liệu năm 2012. Nepal không phát hiện được dầu mỏ, khí đốt hoặc than đá, song có một số trữ lượng than non. Toàn bộ nhiên liệu hoá thạch thương mại (chủ yếu là dầu và than đá) được nhập khẩu từ Ấn Độ hoặc thị trường quốc tế qua ngả Ấn Độ và Trung Quốc. Nhập khẩu nhiên liệu chiếm hơn 25% thu nhập ngoại hối của Nepal. Chỉ có 1% nhu cầu năng lượng được đáp ứng bằng điện năng. Tính chất quanh năm của các sông tại Nepal và độ dốc lớn của địa hình tạo điều kiện lý tưởng để phát triển một số dự án thủy điện lớn nhất thế giới. Ước tính cho biết tiềm năng thủy điện khả thi về kinh tế của Nepal là khoảng 83.000 MW từ 66 điểm dự án thủy điện. Chỉ có khoảng 40% dân chúng Nepal tiếp cận được điện năng (2012). Tỷ lệ điện khí hoá tại các khu vực đô thị là 90%, trong khi tỷ lệ của các khu vực nông thôn chỉ là 5%. Điện có thể bị cắt tới 22 tiếng mỗi ngày vào giai đoạn nhu cầu đạt đỉnh vào mùa đông khi nhu cầu tăng đến gần gấp đôi công suất.
Nepal cô lập với các tuyến vận chuyển lớn của thế giới cả trên bộ, trên không và trên biển. Tại Nepal, hàng không có tình trạng tốt hơn, với 47 sân bay, trong đó 11 sân bay có đường băng được trải nhựa; các chuyến bay thường xuyên và hỗ trợ chuyên chở quy mô lớn. Địa hình đồi núi tại hai phần ba phía bắc của quốc gia khiến việc xây dựng đường và các hạ tầng khác trở nên khó khăn và tốn kém. Năm 2007, Nepal chỉ có hơn 10.142 km đường bộ được trải bề mặt, và 7.140 km đường chưa được trải, và có một tuyến đường sắt dài 59 km tại phía nam. Trên một phần ba dân cư sống trong khu vực cách các tuyến đường bộ quanh năm gần nhất từ hai tiếng trở lên, 15 trong số 75 trụ sở huyện không được liên kết bằng đường bộ. Ngoài ra, khoảng 60% mạng lưới đường bộ và hầu hết đường nông thôn không sử dụng được trong mùa mưa. Cửa ngõ hàng hải duy nhất trên thực tế của hàng hoá từ Kathmandu là Kolkata của Ấn Độ. Tình trạng phát triển kém của mạng lưới đường bộ khiến việc tiếp cận chợ, trường học, và phòng khám là một thách thức.

### Thông tin và truyền thông
Theo một báo cáo vào năm 2012, có bảy nhà khai thác và tổng cộng số thuê bao điện thoại là trên 16 triệu, đạt tỷ lệ thâm nhập 61,42%. Dịch vụ điện thoại cố định chiếm 9,37%, điện thoại di động chiếm 64,63%, và các dịch vụ khác (LM, GMPCS) chiếm 3,76% tổng tỷ lệ thâm nhập. Tương tự, số thuê bao dịch vụ data/internet là hơn 4,6 triệu, đạt tỷ lệ thâm nhập 17,53%.
Tuy vậy, có chênh lệch đáng kể giữa mức độ bao phủ cao trong các thành thị và mức độ bao phủ hiện hữu tại các khu vực nông thôn kém phát triển. Trong số 3,914 hội đồng phát triển làng trong nước, 306 không có dịch vụ điện thoại tính đến tháng 12 năm 2009. Nhằm đáp ứng nhu cầu tương lai, ước tính Nepal cần đầu tư khoảng 135 triệu USD mỗi năm vào lĩnh vực viễn thông. Năm 2009, lĩnh vực viễn thông đóng góp 1% cho GDP quốc gia. Tính đến ngày 30 tháng 9 năm 2012, Nepal có 1.828.700 tài khoản Facebook.
Tính đến  năm 2007, nhà nước vận hành hai đài truyền hình cũng như các đài phát thanh quốc gia và khu vực. Tồn tại khoảng 30 kênh truyền hình độc lập có đăng ký, song chỉ khoảng một nửa trong đó hoạt động định kỳ. Gần 400 đài phát thanh có giấy phép với khoảng 300 đài hoạt động. Theo điều tra nhân khẩu năm 2011, tỷ lệ hộ gia đình có máy thu thanh là 50,82%, truyền hình là 36,45%, truyền hình cáp là 19,33%, máy vi tính là 7,23%. tính đến  năm 2012 có 2.038 báo chí đăng ký tại Nepal, trong đó 514 báo phát hành. Năm 2013, [[Phóng viên không biên giới] xếp hạng Nepal đứng thứ 118 thế giới về tự do báo chí.

## Nhân khẩu

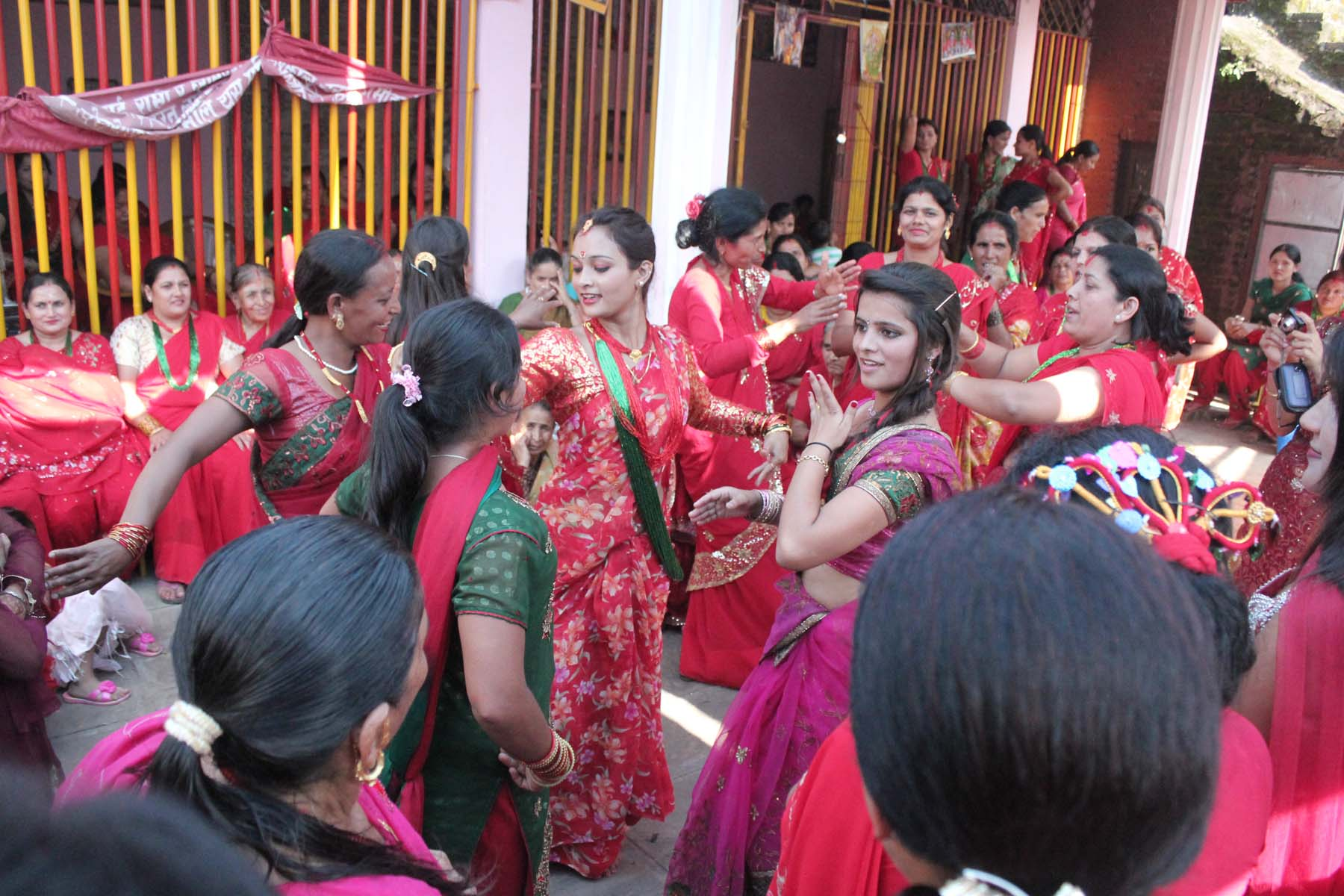
Nữ giới Nepal nhảy trong lễ hội Teej

Dân số Nepal tăng từ 9 triệu vào năm 1950 lên 26,5 triệu vào năm 2011. Từ năm 2001 đến năm 2011, quy mô gia đình trung bình giảm từ 5,44 người xuống 4,9 người. Điều tra cũng ghi nhận khoảng 1,9 triệu người vắng mặt, hầu hết họ là lao động nam làm việc tại nước ngoài, chủ yếu là tại Nam Á và Trung Đông. Điều này khiến tỷ số giới tính sụt giảm còn 94,41 so với 99,80 vào năm 2001. Mức gia tăng dân số hàng năm là 1,35%.
Nepal có cư dân mang nhiều nguồn gốc dân tộc khác nhau, do đó "người Nepal" gắn với quyền công dân và lòng trung thành. Nepal đa dạng về văn hóa và dân tộc do đây là quốc gia hình thành bằng việc chiếm đóng một số vương quốc nhỏ trong thế kỷ XVIII. Các khu dân cư cổ nhất tại Mithila và Tharuhat là của người Maithil thuộc nhóm Ấn-Arya. Khu vực núi cao trên 3000 m có cư dân thưa thớt, song tại miền trung và miền tây của Nepal, dân tộc Sherpa và Lama cư trú tại các thung lũng khô hạn còn cao hơn về phía bắc của Himalaya. Thung lũng Kathmandu nằm tại vùng đồi trung tâm, chỉ chiếm một phần nhỏ diện tích quốc gia song là nơi có mật độ dân cư cao nhất và chiếm 5% dân số toàn quốc. Cư dân Nepal là hậu duệ của ba nhóm di dân chính riêng biệt từ Ấn Độ, Tây Tạng, Bắc Myanmar cùng Vân Nam qua Assam.
Mặc dù một phần đáng kể dân chúng di cư đến Madhesh (các đồng bằng miền nam) trong thời gian dần đây, song đa số người Nepal vẫn sống tại vùng đất cao trung tâm; vùng núi phía bắc có dân cư thưa thớt. Kathmandu có dân số trên 2,6 triệu người, là thành phố lớn nhất Nepal và là trung tâm văn hóa cùng kinh tế.
Theo một báo cáo vào năm 2008 của USCRI, Nepal là nơi cư trú của khoảng 130.000 người tị nạn và tìm kiếm tị nạn vào năm 2007. Trong đó, khoảng 109.200 đến từ Bhutan và 20.500 người đến từ Trung Quốc. Chính phủ Nepal hạn chế người tị nạn Bhutan trong bảy trại tại các huyện Jhapa và Morang, và người tị nạn không được phép làm việc trong hầu hết các ngành nghề.

### Ngôn ngữ
Di sản ngôn ngữ đa dạng của Nepal bắt nguồn từ ba nhóm ngôn ngữ chính: Ấn-Arya, Tạng-Miến, và nhiều ngôn ngữ bản địa tách biệt. Các ngôn ngữ chính tại Nepal (bản ngữ) theo điều tra nhân khẩu năm 2011 là tiếng Nepal (44,6%), Maithil (11,7%), Bhojpur (Awadh) (6,0%), Tharu (5,8%), Tamang (5,1%), Nepal Bhasa (3,2%), Bajjika và Magar, Dotel, Urdu và Sunwar. Nepal có ít nhất bốn ngôn ngữ ký hiệu bản địa.
Tiếng Nepal bắt nguồn từ tiếng Phạn và được viết bằng chữ cái Devanagari. Tiếng Nepal là ngôn ngữ chính thức và giữ vai trò là ngôn ngữ chung của người Nepal thuộc nhiều nhóm dân tộc ngôn ngữ khác nhau. Nhiều người Nepal trong chính quyền và kinh doanh nói tiếng Maithil làm ngôn ngữ chính. Các biến thể tiếng Tạng được nói trên và phía bắc của vùng cao Himalaya, tại đó tiếng Tạng văn học tiêu chuẩn được hiểu rộng rãi trong giới giáo dục tôn giáo. Các phương ngữ bản địa tại Terai và vùng đồi hầu hết không có chữ viết, có các nỗ lực nhằm phát triển hệ thống chữ viết cho chúng bằng chữ Devanagari hoặc chữ Latinh.

### Tôn giáo
| Tôn giáo tại Nepal (2011) | Tôn giáo tại Nepal (2011) | Tôn giáo tại Nepal (2011) | Tôn giáo tại Nepal (2011) | Tôn giáo tại Nepal (2011) |
| ------------------------- | ------------------------- | ------------------------- | ------------------------- | ------------------------- |
| religion                  | religion                  |                           | percent                   | percent                   |
| Ấn Độ giáo                | Ấn Độ giáo                |                           | 81.3%                     | 81.3%                     |
| Phật giáo                 | Phật giáo                 |                           | 9.0%                      | 9.0%                      |
| Hồi giáo                  | Hồi giáo                  |                           | 4.4%                      | 4.4%                      |
| Dân gian                  | Dân gian                  |                           | 3.0%                      | 3.0%                      |
| Cơ Đốc giáo               | Cơ Đốc giáo               |                           | 1.42%                     | 1.42%                     |
| Khác                      | Khác                      |                           | 0.9%                      | 0.9%                      |

Đại đa số cư dân Nepal tin theo Ấn Độ giáo. Shiva được cho là thần hộ mệnh của quốc gia. Nepal có đền thờ Shiva nổi tiếng là đền Pashupatinath, là nơi tín đồ Ấn Độ giáo từ khắp thế giới đến hành hương. Theo thần thoại Ấn Độ giáo, nữ thần Sita trong sử thi Ramayana sinh tại Vương quốc Mithila của Quốc vương Janaka Raja. Lumbini là một thánh địa hành hương Phật giáo, và là một di sản thế giới UNESCO, nằm tại huyện Kapilavastu. Nơi đây theo truyền thống được cho là nơi sinh của Đức Phật vào năm 563 TCN, ông là một hoàng tử thuộc đẳng cấp Kshatriya của thị tộc Sakya. Toàn bộ ba nhánh của Phật giáo đều tồn tại trong Nepal và người Newar có nhánh tín ngưỡng Phật giáo riêng của mình. Phật giáo cũng là tôn giáo chi phối tại các khu vực miền bắc có dân cư thưa thớt, là nơi có các dân tộc có liên hệ với người Tạng như người Sherpa.

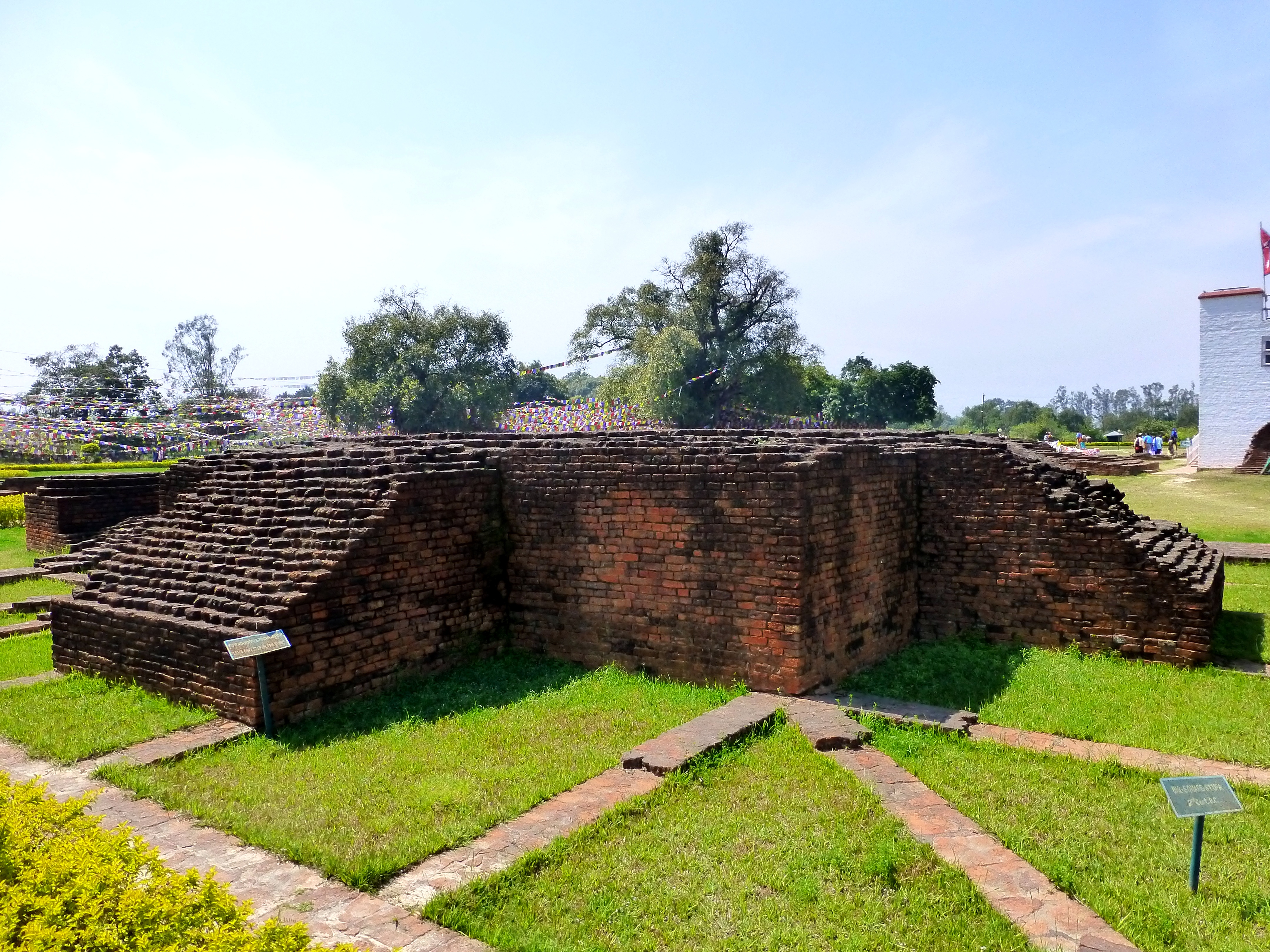
Lumbini được cho là nơi sinh của Phật Thích Ca

Khác biệt giữa tín đồ Ấn Độ giáo và Phật giáo tại Nepal là rất ít do pha trộn về văn hoá và lịch sử của hai đức tin. Hơn nữa, Phật giáo và Ấn Độ giáo tại Nepal chưa từng là hai tôn giáo riêng biệt nếu xét theo quan điểm kiểu phương Tây. Tại Nepal, các tín ngưỡng chia sẻ chung các đền thờ và thờ cúng các vị thần chung. Trong số những dân tộc bản địa tại Nepal, các dân tộc chịu ảnh hưởng nhiều hơn từ Ấn Độ giáo là Magar, Sunwar, Limbu, Rai cùng Gurkhas. Ảnh hưởng của Ấn Độ giáo kém nổi bật hơn trong các nhóm người Gurung, Bhutia và Thakali, họ mời các nhà sư Phật giáo đến tế lễ tôn giáo. Most of the festivals in Nepal are Hindu. Lễ hội Machendrajatra của Ấn Độ giáo Shiva, song cũng được nhiều tín đồ Phật giáo tại Nepal cử hành với vị thế là một lễ hội lớn. Do người ta tin rằng Ne Muni thành lập Nepal, Hồi giáo là tôn giáo thiểu số tại Nepal, chiếm 4,2% dân số theo điều tra nhân khẩu năm 2006. Mundhum, Cơ Đốc giáo và Jaina giáo là các tín ngưỡng thiểu số khác.

### Giáo dục
Tỷ lệ biết chữ tổng thể (đối với người từ 5 tuổi trở lên 5) tăng từ 54,1% vào năm 2001 lên 65,9% vào năm 2011. Tỷ lệ biết chữ của nam giới là 75,1% còn của nữ giới là 57,4%. Tỷ lệ biết chữ cao nhất được ghi nhận tại huyện Kathmandu (86,3%) và thấp nhất tại huyện Rautahat (41,7%). Tỷ lệ nhập học tiểu học thuần đạt 74% vào năm 2005; tăng lên 90% vào năm 2009.
Tuy nhiên, việc tăng tỷ lệ tiếp cận giáo dục trung học (lớp 9-12) vẫn gặp thách thức lớn. Trên một nửa học sinh tiểu học không học lên trung học, và chỉ một nửa số còn lại tốt nghiệp trung học. Ngoài ra, số trẻ nữ vào trung học thấp hơn số trẻ nam, chênh lệch còn cao hơn nữa sau lớp 10.
Nepal có bảy đại học: Đại học Tribhuvan, Đại học Kathmandu, Đại học Pokhara, Đại học Purbanchal, Đại học Mahendra Sanskrit, Đại học Far-western, và Đại học Nông lâm. Có một số đại học được đề xuất như Đại học Phật giáo Lumbini, Đại học Mid-Western.

### Y tế

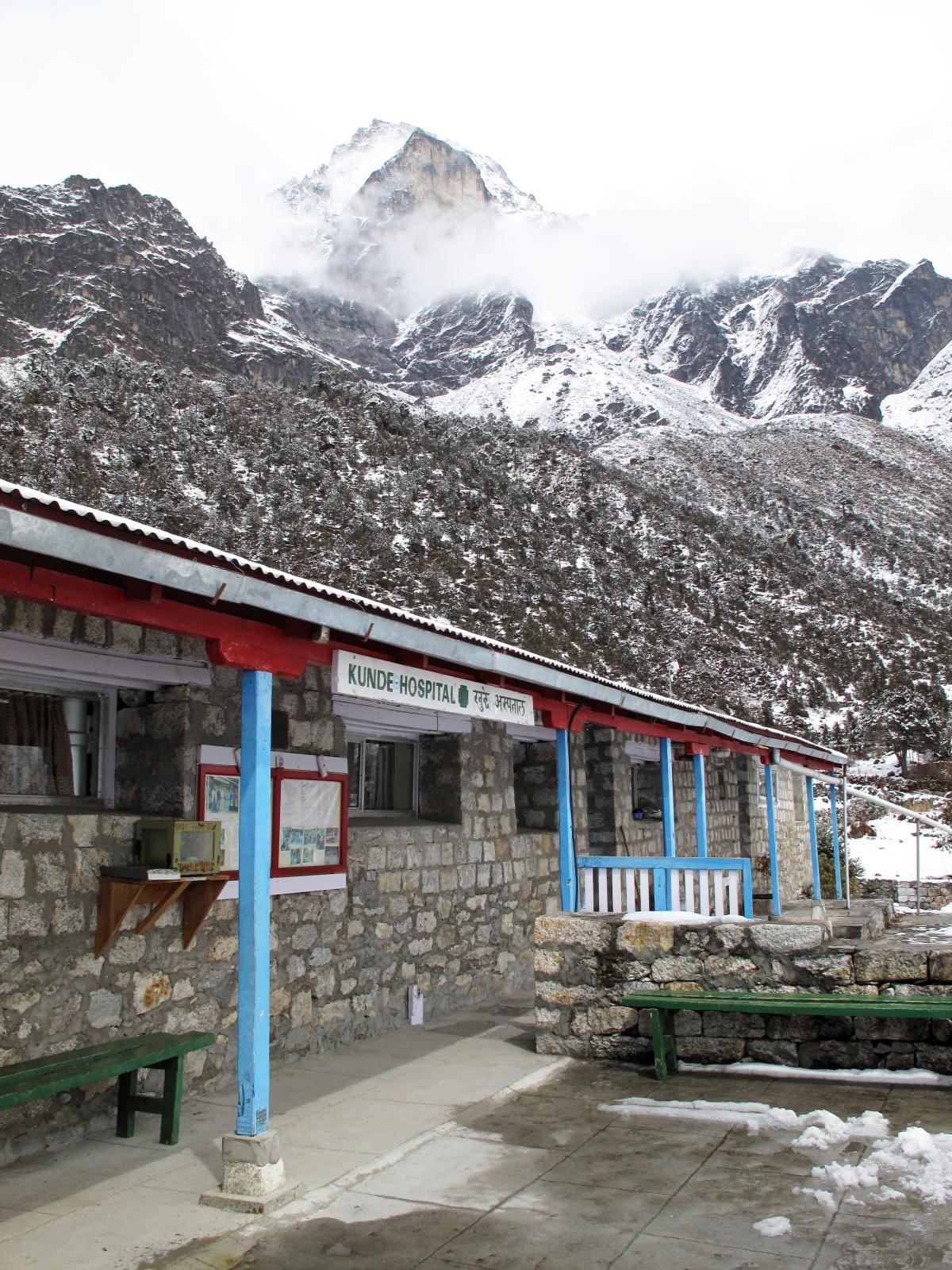
Một bệnh viện tại khu vực Himalaya hẻo lánh

Dịch vụ y tế tại Nepal được cung cấp từ cả khu vực công và tư. Theo điều tra nhân khẩu năm 2011, trên một phần ba (38,17%) tổng số hộ không có phòng vệ sinh. Nước vòi là nguồn nước uống chính của 47,78% số hộ. Giếng bơm là nguồn nước chính của khoảng 35% số hộ. Theo dữ liệu năm 2010 của WHO, Nepal xếp hạng 139 về dự tính tuổi thọ, ở mức 65,8 năm.
Bệnh tật tại Nepal phổ biến hơn các quốc gia Nam Á khác, đặc biệt tại các khu vực nông thôn. Các bệnh hàng đầu là tiêu chảy và các bệnh tiêu hóa, bướu cổ, ký sinh trùng đường ruột, phong và lao. Khoảng 4 trong số 1.000 người thành niên từ 15 đến 49 tuổi có virus HIV, và tỷ lệ nhiễm HIV là 0,5%. Suy dinh dưỡng còn ở mức rất cao: Khoảng 47% trẻ em dưới 5 tuổi bị còi cọc, và 36% bị thiếu cân, dù tình hình được cải thiện trong những năm qua song vẫn đáng báo động. Tuy vậy, y tế có nhiều cải thiện, đáng chú ý nhất là trong chăm sóc bà mẹ-trẻ em, vào năm 2012 tỷ lệ tử vong trẻ dưới 5 tuổi là 4,1%. Chỉ số phát triển con người (HDI) của Nepal đạt 0,77 về y tế vào năm 2011, xếp 126 trong số 194 quốc gia, tăng so với 0,444 vào năm 1980.

## Văn hóa
Văn hóa dân gian là bộ phận không thể tách rời của xã hội Nepal. Các câu chuyện truyền thống có nguồn gốc từ thực tế trong sinh hoạt thường nhật, các truyện kể về tình yêu, tình cảm và chiến tranh cũng như ma quỷ và do đó phản ánh phương thức sinh hoạt, văn hóa và đức tin địa phương. Nhiều truyện dân gian Nepal được thuật lại bằng vũ đạo và âm nhạc.

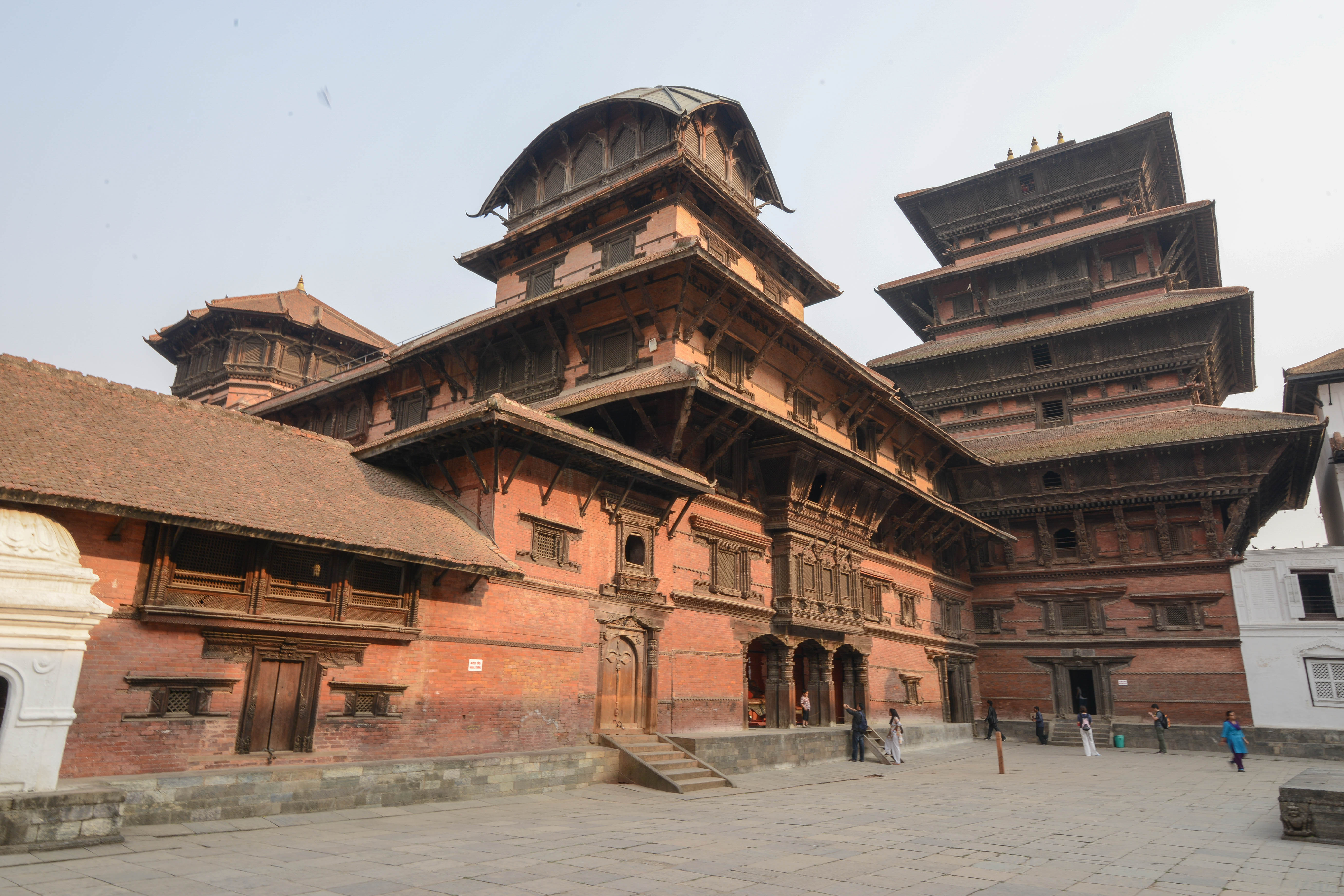
Tổ hợp cung điện Basantpur

Hầu hết các nhà tại nông thôn vùng thấp của Nepal làm từ khung tre và vách làm từ hỗn hợp bùn và phân bò. Những căn nhà này mát vào mùa hè và giữ ấm vào mùa đông. Nhà ở tại vùng đồi thường làm bằng gạch không nung cùng mái tranh hoặc ngói. Tại vùng cao, nhà ở làm từ đá và có thể sử dụng đá bảng trên mái.
Quốc kỳ Nepal là quốc kỳ duy nhất không có hình chữ nhật. Nepal có 36 ngày lễ công cộng mỗi năm, đứng hàng đầu thế giới. Một năm theo lịch Nepal bắt đầu vào ngày đầu tiên của tháng Baisakh trong lịch Ấn Độ giáo chính thức của Nepal là Bikram Sambat, rơi vào giữa tháng 4 và một năm được chia thành 12 tháng. Thứ Bảy là ngày nghỉ lễ hàng tuần chính thức. Các ngày lễ chính hàng năm là ngày Liệt sĩ (18 tháng 2), và các lễ hội hỗn hợp Ấn Độ giáo và Phật giáo như Dashain vào mùa thu, Tihar vào giữa thu và Chhath vào cuối thu. Trong lễ hội Swanti, người Newars cữ hành lễ Mha Puja để kỷ niệm tết theo lịch Nepal Sambat. Do là một quốc gia thế tục, Nepal cũng có ngày nghỉ lễ vào các lễ hội chính của tôn giáo thiểu số.
Các món ăn quốc gia của Nepal là Dhindo và Gundruk. Bữa ăn chính của người Nepal là dal bhat, dal là canh đậu lăng, và đi kèm với bhat (cơm), cùng tarkari (rau nấu cà ri) và achar (rau giầm) hoặc chutni (món gia vị làm từ nguyên liệu tươi). Nó gồm có các món mặn và chay. Dầu mù tạc là phương thức chế biến phổ biến và gồm có nhiều gia vị, như thì là, rau mùi, hạt tiêu, mè, nghệ, tỏi, gừng, cỏ ca ri, lá nguyệt quế, đinh hương, quế, ớt và mù tạt được sử dụng trong nấu nướng. Momo là một loại bánh hấp với nhân thịt hoặc rau, và là món ăn nhanh phổ biến tại nhiều khu vực của Nepal.
Bóng đá là môn thể thao phổ biến nhất tại Nepal và được chơi lần đầu vào năm 1921. Sân vận động quốc tế duy nhất của Nepal là Sân vận động Dasarath Rangasala, cũng là sân nhà của đội tuyển quốc gia.Cricket được phổ biến trong thời gian gần đây, đội tuyển quốc gia Nepal thi đấu trên sân nhà tại Sân Cricket Quốc tế Đại học Tribhuvan.
Dù Nepal áp dụng hệ mét làm tiêu chuẩn chính thức từ năm 1968, song các đơn vị đo lường truyền thống vẫn còn phổ biến. Các đơn vị truyền thống về diện tích được áp dụng tại khu vực Terai– như katha hay bigha. – giống như tại những nơi khác của Nam Á. Tuy nhiên, tiêu chuẩn đo lường diện tích của chúng lại khác nhau, như một katha tại Nepal tương đương 338,63 m², trong khi một katha tại Bangladesh tương đương khoảng 67 m². Ngoài các đơn vị bản địa, hệ đế quốc Anh liên quan đến chiều dài (cụ thể là inch và foot), và hệ mét như kg và lít cũng khá phổ biến trong giao thương hàng ngày.